# FYI (nummer)
FYI is de zesde single van Amerikaanse zangeres Miranda Cosgrove. De single is op 3 februari 2009 uitgegeven door Columbia Records, met haar extended play, About You Now, samen met het nummer Party Girl. Er is geen clip opgenomen voor het nummer en het heeft niet in de hitlijsten gestaan.